# Cameron Johnson
Cameron Jordan Johnson (* 3. März 1996) ist ein US-amerikanischer Basketballspieler.

## Laufbahn
Nachdem er die Our Lady of the Sacred Heart High School in Coraopolis (US-Bundesstaat Pennsylvania) verlassen hatte, wechselte Johnson 2014 an die University of Pittsburgh. In der Saison 2014/15 bestritt er acht Spiele, ehe aufgrund einer Schulterverletzung ausfiel. Johnson war bis 2017 Mitglied der Hochschulmannschaft Pittsburghs und verbuchte in 73 Spielen im Schnitt 8 Punkte sowie 3 Rebounds. 2017 wechselte er innerhalb der Atlantic Coast Conference zur University of North Carolina, nachdem Pittsburgh zunächst darauf bestanden hatte, dass Johnson nach dem Hochschulwechsel eine Saison lang aussetzen müsse, letztlich aber die Freigabe erteilte.
Für North Carolina stand er zwischen 2017 und 2019 in 62 Spielen auf dem Feld und machte insbesondere im Spieljahr 2018/19 einen großen Entwicklungsschritt, als er im Schnitt 16,9 Punkte und 5,8 Rebounds pro Partie erzielte und 96 seiner 210 Dreipunktwürfe traf, was einer Erfolgsquote von starken 45,7 Prozent entsprach.
Im Juni 2019 sicherten sich die Minnesota Timberwolves die Rechte an Johnson im Draftverfahren der NBA, gaben diese aber an die Phoenix Suns ab. Von 8,8 Punkten je Begegnung (Saison 2019/20) steigerte er sich in Phoenix auf 13,9 Punkte je Begegnung (Saison 2022/23). Im Februar 2023 landete Johnson durch einen umfangreichen Tauschhandel, an dem auch die  Milwaukee Bucks und die Indiana Pacers beteiligt waren, bei den Brooklyn Nets. In der Saison 2024/25 erreichte er einen Punktedurchschnitt von 18,8 Punkten je Begegnung.
Im Sommer 2025 wurde Johnson an die Denver Nuggets abgegeben.

## Karriere-Statistiken

### NBA

#### Hauptrunde
| Saison  | Team               | GP  | GS  | MPG  | FG % | 3P % | FT % | RPG | APG | SPG | BPG | PPG  |
| ------- | ------------------ | --- | --- | ---- | ---- | ---- | ---- | --- | --- | --- | --- | ---- |
| 2019–20 | Phoenix            | 57  | 9   | 22.0 | .435 | .390 | .807 | 3.3 | 1.2 | 0.6 | 0.4 | 8.8  |
| 2020–21 | Phoenix            | 60  | 11  | 24.0 | .420 | .349 | .847 | 3.3 | 1.4 | 0.6 | 0.3 | 9.6  |
| 2021–22 | Phoenix            | 66  | 16  | 26.2 | .460 | .425 | .860 | 4.1 | 1.5 | 0.9 | 0.2 | 12.5 |
| 2022–23 | Phoenix / Brooklyn | 42  | 41  | 28.5 | .470 | .404 | .842 | 4.4 | 1.9 | 1.2 | 0.3 | 15.5 |
| 2023–24 | Brooklyn           | 58  | 47  | 27.6 | .446 | .391 | .789 | 4.3 | 2.4 | 0.8 | 0.3 | 13.4 |
| 2024–25 | Brooklyn           | 57  | 57  | 31.6 | .475 | .390 | .893 | 4.3 | 3.4 | 0.9 | 0.4 | 18.8 |
| Gesamt  | Gesamt             | 340 | 181 | 26.5 | .453 | .392 | .851 | 3.9 | 2.0 | 0.8 | 0.3 | 12.9 |

#### Playoffs
| Saison  | Team     | GP | GS | MPG  | FG % | 3P % | FT % | RPG | APG | SPG | BPG | PPG  |
| ------- | -------- | -- | -- | ---- | ---- | ---- | ---- | --- | --- | --- | --- | ---- |
| 2020–21 | Phoenix  | 21 | 0  | 21.1 | .500 | .446 | .906 | 3.1 | 0.8 | 0.9 | 0.2 | 8.2  |
| 2021–22 | Phoenix  | 13 | 3  | 24.6 | .465 | .373 | .813 | 3.5 | 1.5 | 0.4 | 0.1 | 10.8 |
| 2022–23 | Brooklyn | 4  | 4  | 38.0 | .509 | .429 | .857 | 5.8 | 2.8 | 0.8 | 0.3 | 18.5 |
| Gesamt  | Gesamt   | 38 | 7  | 24.1 | .489 | .416 | .859 | 3.6 | 1.2 | 0.7 | 0.2 | 10.2 |